# Puymoyen
Puymoyen è un comune francese di 2 663 abitanti situato nel dipartimento della Charente, nella regione della Nuova Aquitania.

## Società

### Evoluzione demografica
Abitanti censiti